# Karitamaro Sakanoue
Karitamaro Sakanoue (jap. 坂上苅田麿 Sakanoue no Karitamaro;  ur. 727, zm. 14 lutego 786) – był dowódcą samurajów, a później otrzymał tytuł chinjufu-shōgun (Wódz naczelny do podboju północy), podczas japońskiego okresu Nara. Ojcem Karitamaro był Inukai Sakanoue. W 764 Karitamaro wspomagał represję buntu wywołanego przez Nakamaro Fujiwara. Syn Karitomo, Tamuramaro był drugim człowiekiem, który otrzymał tytuł sioguna.